# Khalid & Sophie
Khalid & Sophie (in 2024 tijdelijk hernoemd tot Sophie & Jeroen) was een Nederlands praatprogramma van BNNVARA dat vanaf 30 augustus 2021 op werkdagen rechtstreeks werd uitgezonden op NPO 1. De presentatie was aanvankelijk afwisselend in handen van Sophie Hilbrand en Khalid Kasem en in aanloop naar de Tweede Kamerverkiezingen 2023 presenteerden ze voor het eerst als duo.
In 2024 kwam Kasem in opspraak door uitgelekte gespreksopnames van Peter R. de Vries omtrent een vermeend omkoopschandaal tijdens zijn werkzaamheden als advocaat. Hierop werd bekend dat Kasem voorlopig niet te zien zou zijn in het programma. Op 19 januari 2024 werd bekend dat Jeroen Pauw hem voorlopig zou vervangen en dat de titel van het programma gedurende deze periode zou wijzigen in Sophie & Jeroen.

## Achtergrond
Na het wegvallen van De Wereld Draait Door zocht de NPO naar een opvolger op hetzelfde tijdstip. Op 31 augustus 2020 ging De vooravond van start, die het tijdslot van 19.00 tot 20.00 uur zou gaan afwisselen met M. Na twee seizoenen werd De vooravond echter stopgezet. Volgens directeur content Gert-Jan Hox moest het programma 'urgenter' worden.
Het duo Sophie Hilbrand en Khalid Kasem zou de presentatoren Fidan Ekiz en Renze Klamer gaan vervangen bij het programma. In juli 2021 werd echter bekendgemaakt dat de programmatitel ook zou wijzigen, van De vooravond naar Khalid & Sophie. Kasem kwam al eerder in aanmerking om op dat tijdslot een programma te presenteren. Vanwege een lopend onderzoek van het Openbaar Ministerie kon dit destijds geen doorgang vinden. Hilbrand maakte al deel uit van de poule aan presentatoren die het praatprogramma Op1 op de late avond presenteren.

## Studio
Het praatprogramma werd aanvankelijk uitgezonden vanaf het Westergasterrein in Amsterdam. Later is het programma gaan uitzenden vanuit Studio 3 in het Studiocentrum in het Media Park in Hilversum, waar alle praatprogramma's van de NPO naartoe verhuisden in de loop van 2021.